# Hanne Schüler
Hanne Schüler ist eine deutsche Kinderbuchautorin.
Hanne Schülers Vorlesebuch Geschichten ab 3 erschien im Jahr 1977 in der Reihe Rowohlt Rotfuchs. Das Buch stand 1978 auf der Auswahlliste zum  Deutschen Jugendbuchpreis in der Kategorie Kinderbuch. Im Jahr 1999 erreichte die Auflage 200.000 Exemplare.  Auch die anderen Vorlesebücher und Kinderlesebücher von Schüler erreichten in den 1980er Jahren hohe Auflagen. Wolfgang Buresch sprach eine Tonkassette mit Weißnäschengeschichten ein.

## Werke
- Geschichten ab 3. Bilder von Amelie Glienke. Rowohlt, Reinbek bei Hamburg 1977, ISBN 978-3-499-20149-3.
- Neue Geschichten ab 3. Rowohlt, Reinbek bei Hamburg 1981, ISBN 978-3-499-20267-4.
- Weißnäschen und ihre Freunde: Geschichten ab 5. Bilder von Amelie Glienke. Rowohlt, Reinbek bei Hamburg 1983, ISBN 978-3-499-20330-5.
- Weißnäschen, Schwarzpfötchen, Knuschelmuschel und Schu-Schu: ein Hörspiel. Von Wolfgang Buresch. Deutsche Grammophon, Hamburg [1984 ?], DNB 840947437
- Weißnäschens Klassenreise und andere Geschichten ab 6. Rowohlt, Reinbek bei Hamburg 1985, ISBN 978-3-499-20397-8.
- Weißnäschen braucht frische Luft: Geschichten ab 6. Rowohlt, Reinbek bei Hamburg 1988, ISBN 978-3-499-20478-4.
- Weißnäschen: die schönsten Vorlesegeschichten. Rowohlt, Reinbek bei Hamburg 1997, ISBN 978-3-499-20924-6.